# 모바일 음악
모바일 음악(mobile music)은 이동할 수 있는 음악, 즉 모바일의 특성을 지닌다. 용어 자체가 좀 모호하다.
오래된 정의는 다음과 같다: 모바일 음악은 휴대폰에 다운로드되거나 스트리밍되어 휴대폰에서 재생되는 음악이다. 많은 전화기가 음악을 벨소리로 재생하지만, 진정한 "뮤직폰"은 일반적으로 사용자가 WiFi 연결이나 3G 휴대폰 연결을 통해 인터넷을 통해 음악을 스트리밍하거나 음악 파일을 다운로드할 수 있게 해준다. 뮤직폰은 PC에서 오디오 파일을 가져올 수도 있다. 모바일 음악이 휴대폰 메모리에 저장되는 경우는 음악 산업의 전통적인 비즈니스 모델과 유사하다. 이는 두 가지 변형을 지원한다. 사용자는 완전한 소유권을 위해 음악을 구매하거나 구독 모델을 통해 전체 음악 라이브러리에 액세스할 수 있다. 이 경우 구독이 활성화되어 있는 동안 음악 파일을 사용할 수 있다.'

## 같이 보기
- 악기
- 벨소리